# 叶卡捷琳娜·加莫娃
葉卡捷琳娜·加莫娃（俄語：Екатерина Александровна Гамова；1980年10月17日—）出生在車里雅賓斯克，是俄羅斯的排球運動員，多次代表俄羅斯參與國際賽事。在2006年和2010年贏得世界排球錦標賽金牌，在2000年雪梨奧運會及2004年雅典奧運會得到銀牌，2004年決賽與中國對壘，令中國隊陷入苦戰，雖然最後被其3比2逆轉，但賽後仍荣膺最佳得分奖。她身高2.02米（6英尺8英寸），是世界上最高的女運動員之一。